# آندرئا فریگاتو
آندرئا فریگاتو (ایتالیایی: Andrea Ferrigato؛ زادهٔ ۱ سپتامبر ۱۹۶۹) دوچرخه‌سوار اهل ایتالیا است.

## باشگاهی
از باشگاه‌هایی که در آن رکاب زده‌است می‌توان به فاسا بورتولو اشاره کرد.